# Hinterer Lahngangsee
Hinterer Lahngangsee är en sjö i Österrike.   Den ligger i förbundslandet Steiermark, i den centrala delen av landet, 190 km väster om huvudstaden Wien. Hinterer Lahngangsee ligger 1 622 meter över havet.
Trakten runt Hinterer Lahngangsee består i huvudsak av gräsmarker. Runt Hinterer Lahngangsee är det ganska glesbefolkat, med 25 invånare per kvadratkilometer.